# Glandirana emeljanovi
Glandirana emeljanovi (лат.) — вид настоящих лягушек из рода Glandirana. Обитает на Корейском полуострове и в Маньчжурии. Назван в честь российского герпетолога А. А. Емельянова.

## Описание
От всех обитающих совместно лягушек отличается наличием параллельных рядов желёз на спине. Схожие рёбрышки имеются у чернопятнистой лягушки, но у неё они тоньше и короче. Тело коричневое с жёлтым пятнистым брюхом.

## Ареал и места обитания
Распространена в северо-восточном Китае и Корее. На север доходит до южного Хэйлунцзяна, на запад — до Даляня. В сводках XX века указывалось, что вид может встречаться в южном Приморье, однако последующие исследования это не подтвердили. Обитает в реках с быстрым течением, эстуариях, мелких лесных ручьях и на рисовых полях на высоте до 1200 м над уровнем моря, но обычно держится на высоте около 200 м. Избегает городов, встречаясь в них только в остаточных лесах.

## Образ жизни
Активен преимущественно по ночам, днём укрываясь под камнями или под водой. Самки откладывают икру с позднего марта до позднего августа с пиком в середине июня. Из отложенных весной икринок головастики появляются в течение 10 дней, а метаморфоз проходят в августе. Головастики, появившиеся из отложенных позднее икринок, проходят метаморфоз весной следующего года, зимуя под водой. Эта двойная стратегия позволяет выживать в местах, склонным к засухам. Взрослые лягушки зимуют на дне водоёмов. В тёплые зимы могут быть активны до середины декабря и выходить из зимовки в середине января.

## Природоохранный статус
Международным союзом охраны природы отнесён к видам, вызывающим наименьшие опасения в связи с широким распространением и предположительно высокой численностью. Угрозами для вида являются разрушение мест обитания, загрязнение водоёмов и гибель на дорогах. На протяжении ареала встречается на многих охраняемых территориях.

## Галерея
- Брюшная сторона тела
- Глаз